# Luis José Santander
Luis José Santander (Caracas, Venezuela, 1965. április 8. –) venezuelai színész.

## Élete
Luis José Santander 1965. április 8-án született Caracasban. Karrierjét 1987-ben kezdte. 1995-ben főszerepet játszott a Lazos de amor című telenovellában Lucero oldalán. 1996-ban a Te sigo amandóban játszott. 2011-ben Ricardo Rey szerepét játszotta a Csók és csata című sorozatban.

## Filmográfia

### Telenovellák
- Csók és csata (Corazón apasionado) (2011) .... Ricardo Rey
- Sacrificio de mujer (2010) .... Dr. Augusto Talamonti
- Alma indomable (2008-2009).... Esteban de la Vega
- Juro que te amo (2008-2009) .... Amado Madrigal
- Pasión (2007-2008) .... John Foreman
- Voltea pa' que te enamores (2006-2007).... Paco Aristigueta
- Inocente de ti (2004-2005) .... Sergio Dalmacci
- Vidas prestadas (2000) .... José María 'Chema' Rivero
- Te sigo amando (1996-1997) .... Luis Angel Saldivar
- Lazos de amor (1995-1996) .... Nicolás Miranda
- Morena Clara (1995) .... Valentín Andara
- Macarena (1992) .... José Miguel
- Mundo de fieras (1991) .... Ivan Soriano
- Maribel (1989) .... Luis Alexander
- Niña bonita (1988) .... Francisco Antonio León
- Y la luna también (1987).... Simon Azcarate